# Kisiljevo
Kisiljevo, Selo u Srbiji u općini Veliko Gradište u Braničevskom okrugu.
Selo se prvi puta spominje 1380. godine, a sredinom 15. stoljeća imalo je dvostruko više stanovnika od Požarevca, a prvu seosku školu prije 200 godina. Selo je danas napustio velik dio stanovništva jel su stanovnici otišli trbuhom za kruhom u druge europske gradove.  
Kisiljevo je najpoznatije po prvom srpskom vampiru Petru Blagojeviću (?-1725) koji se navodno povampirio ranog 18 stoljeća o čemu je pisale neke njemačke novine pod naslovom  "Vampir von Kisilevo". Američki novinar David Ono koji je putovao u Srbiju, i sastao se s jednim njegovim potomkom, navodi da je Petar Blagojervić prvi službeno pokopani vampir.
Prema popisu iz 2002. godine bilo je 718 satanovnika, dok je 1991 spao na 1 945.